# Jezioro Stryjewskie
Jezioro Stryjewskie (niem. Striewer See) – jezioro w Polsce, położone w województwie warmińsko-mazurskim, w powiecie olsztyńskim, w gminie Biskupiec.

## Położenie i charakterystyka
Według regionalizacji fizycznogeograficznej Polski jezioro znajduje się na Pojezierzu Mrągowskim. Również według regionalizacji przyrodniczo-leśnej jezioro leży w mezoregionie Pojezierza Mrągowskiego, w dorzeczu Dymer–Pisa–Wadąg–Łyna–Pregoła. Znajduje się w kierunku północno-wschodnim od Olsztyna, 6 km na północ od Biskupca. Nad wschodnimi brzegami akwenu leży wieś Stryjewo, a nad północno-zachodnimi osada Dębowo. Ma charakter przepływowy. Od strony południowej wypływa ciek wodny o nazwie Węgójska Struga w kierunku jeziora Węgój, na wschodzie jezioro połączone z Kanałem Stryjeńskim. W systemie gospodarki wodnej stanowi jednolitą część wód powierzchniowych „Stryjewskie” o międzynarodowym kodzie PLLW30412. Zlewnia całkowita jeziora wynosi 22,9 km², natomiast bezpośrednia 140 ha.
Linia brzegowa rozwinięta, na jeziorze w południowo-wschodniej jego części znajduje się jedna zalesiona wyspa o powierzchni 0,5 ha. Zbiornik wodny leży w otoczeniu pól i łąk, a na północy – lasów. Brzegi na północy strome i wysokie, na południu łagodnie wyniesione. Dno muliste. Kształt nieregularny, wydłużony w kierunku z północnego wschodu na południowy zachód. Barwa wody jest brunatna ze względu na występujące w pobliżu torfowiska.
Zgodnie z typologią abiotyczną zbiornik wodny został sklasyfikowany jako jezioro o wysokiej zawartości wapnia, o dużym wypływie zlewni, niestratyfikowane, leżące na obszarze Nizin Wschodniobałtycko-Białoruskich (6b).
Zbiornik wodny według typologii rybackiej jezior zalicza się do sandaczowych.
Jezioro leży na terenie obwodu rybackiego jeziora Dadaj nr 27.

## Morfometria
Według danych Instytutu Rybactwa Śródlądowego powierzchnia zwierciadła wody jeziora wynosi 68,0 ha. Średnia głębokość zbiornika wodnego to 2,6 m, a maksymalna – 6,2 m. Lustro wody znajduje się na wysokości 152,5 m n.p.m. Objętość jeziora wynosi 1740,8 tys. m³. Maksymalna długość jeziora to 1380 m, a szerokość 960 m. Długość linii brzegowej wynosi 5380 m.
Inne dane uzyskano natomiast poprzez planimetrię jeziora na mapach w skali 1:50 000 opracowanych w Państwowym Układzie Współrzędnych 1965, zgodnie z poziomem odniesienia Kronsztadt. Otrzymana w ten sposób powierzchnia zbiornika wodnego to 61,0 ha, a wysokość bezwzględna lustra wody to 152,3 m n.p.m.
Według danych Urzędu Miasta Biskupiec powierzchnia wynosi 73,80 ha.

## Przyroda
Roślinność przybrzeżna rozwinięta, dominuje trzcina, oczeret jeziorny i strzałka. Wśród roślinności zanurzonej i pływającej, bujniejszej w południowej części, przeważają rdestnica przeszyta, rdestnica pływająca, grzybienie białe i grążel żółty.
Jezioro leży na terenie Obszaru Chronionego Krajobrazu Doliny Symsarny o łącznej powierzchni 19 242,16 ha.
Na północ od zbiornika wodnego znajduje się rezerwat leśny Dębowo stworzony w celu ochrony stanowisk buka.
Badanie jakości wody z 2012 roku wskazało na III klasę jakości, czyli umiarkowany stan ekologiczny, podczas gdy badanie z roku 2015 wskazało na słaby stan ekologiczny (IV klasę). Najgorzej ocenionym komponentem był fitoplankton. Na prawie trzysta polskich jezior badanych pod względem zawartości aldehydu mrówkowego w latach 2011-2015 Stryjewskie jest jednym z trzech, w których stwierdzono przekroczenie norm dla stanu dobrego.
Średnia widzialność krążka Secchiego w sezonie wegetacyjnym 2015 wynosiła 80 cm.